# Notisis elongata
Notisis elongata är en korallart som först beskrevs av Louis Roule 1908.  Notisis elongata ingår i släktet Notisis och familjen Isididae.
Artens utbredningsområde är Södra Ishavet. Inga underarter finns listade i Catalogue of Life.